# Hertog van Aumale
Hertog van Aumale (Engels: Duke of Aumale) is een Engelse adellijke titel. 
De titel hertog van Aumale werd voor het eerst gecreëerd in 1385 door Richard II voor Thomas van Woodstock, 1e graaf van Essex en Buckingham. De titel verviel met zijn dood in 1397. In datzelfde jaar werd de titel opnieuw gecreëerd voor Eduard van Norwich, 1e graaf van Rutland, maar deze werd hem afgenomen bij de machtsovername door Hendrik IV.

## Hertog van Aumale, 1e creatie (1385)
- Thomas van Woodstock, 1e hertog van Aumale (1385-1397)

## Hertog van Aumale, 2e creatie (1397)
- Eduard van Norwich, 1e hertog van Aumale (1397-1399)